# Florian Fritsch (Unternehmer)
Florian Fritsch (* 3. März 1978 in Albstadt-Ebingen, Baden-Württemberg) ist ein ehemaliger deutscher Hobby-Rennfahrer, Unternehmer und Investor. Fritsch ist Gründer und Vorsitzender von Fritsch & Co. mit Sitz in Vaduz und der Investmentfirma Kalrock, die ihren Sitz in Zug hat und Niederlassungen in London und Luxemburg betreibt.

## Werdegang
Fritsch beendete sein Hobby als Rennfahrer, zuletzt in der ADAC GT Masters 2011, nach einem Unfall 2011. Der Rennsport führte ihn nach eigenen Angaben dazu, in E-Mobilität zu investieren. Er investierte gemäß eigener Aussagen als einer der Ersten in Europa in den Autohersteller Tesla. Die von Fritsch getätigte Aussage, dass „Fritsch im Jahr 2008 als einer der ersten Investoren überhaupt beim E-Auto-Pionier Tesla Motors einstieg und so mitverantwortlich die Weichen für den Übergang in Richtung Elektromobilität legte“, konnte er nicht belegen. Vielmehr soll er im Jahr 2010 auf Firmenkosten 500 Tesla-Aktien gekauft und den Gewinn 2013 auf sein Privatkonto überwiesen haben.
2013 stellte Fritsch eine Anschubfinanzierung für das Berliner IoT-Startups Relayr zur Verfügung und holte weitere Investoren an Bord, wie den US-Investor Kleiner Perkins Caufield & Byers. 2018 wurde Relayr an den Münchner Rückversicherer Münchener Rück für insgesamt 300 Millionen US-Dollar verkauft. Die Investoren von Fritsch erhielten bisher jedoch keinen Anteil am Verkaufserlös.
Über seine Investmentfirma Kalrock investierte Fritsch in den Lieferdienst Delivery Hero.
Das Family-Office von Florian Fritsch verwaltet nach eigenen Angaben über eine Milliarde Euro.
Fritsch ist neben Gernot Friedhuber und Patrick Knapp Schwarzenegger Investor bei dem oberösterreichischen Hersteller von Elektrobatterien Kreisel Electric. Im November 2020 gab Kreisel eine strategische Allianz mit Shell bekannt mit dem Ziel, seine Lithium-Ionen-Batteriemodultechnologie mit der Wärmemanagementflüssigkeit von Shell zu kombinieren.
Im Dezember 2021 wurde das Unternehmen an den US-Landmaschinenriesen John Deere verkauft. Das kurz vor dem Konkurs stehende Unternehmen ging für 360 Millionen Euro an den Weltkonzern (John Deere übernahm 70 Prozent).
Fritsch ist Anteilseigner und war Vorsitzender des Aufsichtsrats der 2019 gegründeten Firma Gropyus, die Gebäude „ressourcenschonend, langlebig und effizient“ entwickeln will. Ein Fokus von Gropyus liegt auf dem Schaffen von günstigem Wohnraum, durch die industrielle Produktionstechnik des Wohnbaus sollen die Baukosten gesenkt werden. Im Oktober 2021 schied Fritsch aus dem Gropyus-Aufsichtsrat aus.
Gemeinsam mit dem in Dubai ansässigen Investor Murari Lal Jalan hat Fritsch über seine Investmentgesellschaft Kalrock Capital Jet Airways, die ehemals größte Fluglinie Indiens, für 100 Mio. Euro ersteigert.
Im November 2022 wurde bekannt, dass der Plan zur Finanzierung sich verzögere, da sich die Kreditgeber und das Jalan-Kalrock-Konsortium nicht einigen konnten. Die Ermittlungen wegen des Verdachts des schweren Betrugs, der Untreue und Geldwäsche gegen Fritsch hätten gemäß Kalrock keinen Einfluss auf die Übernahme von Jet Airways.
Im März 2025 wurde Fritsch in Deutschland verhaftet. Er sitzt derzeit in Nürnberg in Auslieferungshaft und sollte demnächst nach Österreich überstellt werden. Ihm wird vorgeworfen, 14 kg Gold betrügerisch aus einem Tresor entnommen zu haben. Angezeigt wurde er angeblich von seiner Frau Eva Fritsch, deren Unternehmen er das Gold entzogen haben soll.

## Vermögen
Nach Angaben von Forbes habe sich Fritsch „mit einem offenbar ausgeprägten Instinkt für neue Geschäftsideen ein Milliardenvermögen aufgebaut“. Im Interview mit Forbes widersprach Fritsch nicht. Vertraute von Fritsch sollen jedoch sagen, dass dies maßlos übertrieben sei. Gegenüber dem Handelsblatt teilte Fritsch mit: „Ich selbst habe nie die Behauptung aufgestellt, ich hätte ein Milliardenvermögen.“ Forbes hat die Passage später aus dem Artikel gelöscht.
Am 14. November 2024 hat die FRITSCH AG in Liechtenstein Insolvenz angemeldet.
Am 19. November 2024 hat die FRITSCH und CO AG in Liechtenstein Insolvenz angemeldet.

## Kritik
Einer im August 2022 veröffentlichten Recherche des Handelsblatts zufolge gibt es an den Angaben zur „Investorenkarriere“ von Fritsch Zweifel. So würde sein Geschäftsgebaren seit fast 15 Jahren deutsche Gerichte beschäftigen:
- Mit Anfang 20 sei Fritsch in den Finanzvertrieb umgestiegen und habe Privatanlegern sogenannte stille Beteiligungen verkauft, darunter fragwürdige Finanzprodukte der Göttinger Gruppe, die Insolvenz anmelden musste. Durch diese „Milliardenpleite“ waren auch Kunden von Fritsch betroffen, weshalb er 2008 von einem Kunden, der alles verloren hatte, am Landgericht Ansbach wegen „fehlerhafte Anlageberatung“ verklagt wurde, da Fritsch die Investition als „stabile, inflationssichere und steuersparende Geldanlage“ empfohlen hatte, deren Rückzahlung „zu 100 Prozent“ gesichert sei.
- 2009 soll Fritsch mit der Fritsch Verwaltungs GmbH „sechsstellige“ Schulden akkumuliert haben und konnte seinen Investoren kein Geld auszahlen.
- 2010 soll er als Geschäftsführer einer Gesellschaft zur Errichtung von Geothermie-Werken in Regensburg 500.000 Euro Privatausgaben auf Firmenkosten bezahlt und Darlehen aufgenommen haben.
- 2011 soll er mit einer Freundin private Reisekosten in Höhe von 41.000 Euro auf Firmenkosten abgerechnet haben, weshalb ihn Investoren verklagten. Das Urteil aus dem Jahr 2014 des Landgerichts Regensburg verurteilte ihn wegen einer „vorsätzlich begangenen unerlaubten Handlung“ zu Schadensersatz. Insgesamt soll es dann bereits Forderungen in Millionenhöhe gegeben haben.
- Eine weitere Klage soll am Landgericht München anhängig sein, wo er von Investoren verklagt wird, die über Fritsch eine stille Beteiligung in Relayr getätigt hatten. Das Unternehmen wurde 2018 von der Munich Re zu einer Bewertung von 300 Millionen Euro übernommen, die Investoren von Fritsch erhielten bisher jedoch keinen Anteil am Verkaufserlös.
- Des Weiteren hat ein Anwalt in Liechtenstein im Namen von zwei Großgläubigern Arrestbeschlüsse in mittlerer zweistelliger Millionenhöhe über Konten von Fritsch erwirkt.
- Fritsch und der ehemalige österreichische Wirtschaftsminister und Aufsichtsratschef der Österreichischen Nationalbank, Harald Mahrer, investierten in die Börsenhülle GFJ ESG. Inzwischen soll Fritsch seine Stellung verloren haben. Des Weiteren war er geschäftlich mit Gisbert Rühl, ehemals Chef des Stahlhändlers Klöckner, Relayr-Gründer Josef Brunner und Markus Fuhrmann, Co-Gründer von Delivery Hero und Gropyus verbunden, die sich inzwischen aber alle von ihm abgewendet hätten, nachdem sie von seiner juristischen Vergangenheit erfuhren.
- Die Angabe, dass „Fritsch im Jahr 2008 als einer der ersten Investoren überhaupt beim E-Auto-Pionier Tesla Motors einstieg und so mitverantwortlich die Weichen für den Übergang in Richtung Elektromobilität legte“, wie von ihm selber angegeben, konnte Fritsch nicht belegen. Vielmehr soll er im Jahr 2010 auf Firmenkosten 500 Tesla-Aktien gekauft und den Gewinn 2013 auf sein Privatkonto überwiesen haben.

Am 11. November 2022 veröffentlichte das Handelsblatt, dass Behörden in Liechtenstein, der Schweiz und Österreich mehrere private und geschäftliche Liegenschaften von Florian Fritsch durchsucht hätten, da ihm Betrug und Geldwäsche vorgeworfen würden. Die Staatsanwaltschaft in Liechtenstein bestätigte gegenüber Bloomberg, dass sie dem Verdacht des schweren Betrugs, der Untreue und Geldwäsche nachgehen würde. Im März 2023 wurde bekannt, dass die Liechtensteinische Staatsanwaltschaft zudem wegen des betrügerischen Konkurses und der Bildung einer kriminellen Vereinigung gegen Fritsch und weitere Personen und Firmen aus seinem Umfeld und teilweise seiner Familie, Ermittlungen aufgenommen habe.
Am 22. März 2023 hob das Bezirksgericht Zürich die Sperrung von Vermögensmitteln wieder auf. Das Gericht gab Florian Fritsch beziehungsweise der Fritsch & Co. AG Recht. Es stellte fest, dass die Panebo Holding AG keine Forderung gegen die Fritsch & Co. AG glaubhaft machen konnte. Das Urteil wurde vom Zürcher Obergericht bestätigt und gab damit die Gelder wieder frei.
Seit März 2025 befindet er sich in Untersuchungshaft in der Justizvollzugsanstalt Nürnberg. Die österreichischen Behörden werfen ihm Betrug im Zusammenhang mit bis zu 14 Kilogramm Gold vor und verlangen die Auslieferung nach Österreich.
Der mutmaßliche Vorfall ereignete sich im Dezember 2024, als Fritsch laut Berichten Gold aus dem Bestand des Wiener Unternehmens Meine Schatzkammer, das seiner Ehefrau Eva Fritsch gehört, entnommen haben soll. Eva Fritsch, die Betreiberin des Golddepots, erstattete Anzeige gegen ihren Ehemann. Das Gold soll in einer Niederlassung des Herstellers Heimerle und Meule gelagert worden sein, von wo aus Fritsch es ohne Wissen der Geschäftsführung abgeholt haben soll. Ihm wird vorgeworfen, kein offizielles Amt in der Firma seiner Ehefrau innegehabt zu haben.

## Privates
Fritsch ist in zweiter Ehe verheiratet und hat eine Tochter.

## Soziales Engagement
Fritsch war in Deutschland als ehrenamtlicher Rettungssanitäter und Feuerwehrmann engagiert. In Österreich ist er über die Baumann/Fritsch Foundation Förderer der Albertina. Er fördert zudem die Kinder- und Jugendarbeit des österreichischen Zweitligisten SC Austria Lustenau. Zusammen mit dem SC Austria Lustenau und der Destillerie Freihof initiierte Fritsch im März 2020 eine Sammelaktion für Altalkohol, um daraus Desinfektionsmittel für Gesundheitseinrichtungen in Vorarlberg und Liechtenstein herzustellen.